# Chorispora songarica
Chorispora songarica är en korsblommig växtart som beskrevs av Alexander Gustav von Schrenk. Chorispora songarica ingår i släktet hönsrättikor, och familjen korsblommiga växter. Inga underarter finns listade i Catalogue of Life.